# Madison (Florida)
Madison ist eine Stadt und zudem der County Seat des Madison County im US-Bundesstaat Florida. Das U.S. Census Bureau hat bei der Volkszählung 2020 eine Einwohnerzahl von 2.912 ermittelt.

## Geographie
Madison liegt rund 80 Kilometer östlich von Tallahassee.

## Geschichte
Das Eisenbahnzeitalter begann in Madison 1861, als durch die Pensacola and Georgia Railroad eine Bahntrasse von Tallahassee bis Lake City fertiggestellt wurde. In den 1880er Jahren erbaute die Florida, Midland and Georgia Railroad eine Strecke von Madison nach Clyattville, die 1972 jedoch stillgelegt wurde.

## Demographische Daten
Laut der Volkszählung 2010 verteilten sich die damaligen 2843 Einwohner auf 1355 Haushalte. Die Bevölkerungsdichte lag bei 430,8 Einw./km². 30,8 % der Bevölkerung bezeichneten sich als Weiße, 66,0 % als Afroamerikaner, 0,5 % als Indianer und 0,7 % als Asian Americans. 0,3 % gaben die Angehörigkeit zu einer anderen Ethnie und 1,8 % zu mehreren Ethnien an. 1,4 % der Bevölkerung bestand aus Hispanics oder Latinos.
Im Jahr 2010 lebten in 35,1 % aller Haushalte Kinder unter 18 Jahren sowie 27,0 % aller Haushalte Personen mit mindestens 65 Jahren. 63,9 % der Haushalte waren Familienhaushalte (bestehend aus verheirateten Paaren mit oder ohne Nachkommen bzw. einem Elternteil mit Nachkomme). Die durchschnittliche Größe eines Haushalts lag bei 2,43 Personen und die durchschnittliche Familiengröße bei 3,06 Personen.
30,1 % der Bevölkerung waren jünger als 20 Jahre, 24,9 % waren 20 bis 39 Jahre alt, 25,3 % waren 40 bis 59 Jahre alt und 19,7 % waren mindestens 60 Jahre alt. Das mittlere Alter betrug 35 Jahre. 44,8 % der Bevölkerung waren männlich und 55,2 % weiblich.
Das durchschnittliche Jahreseinkommen lag bei 19.985 $, dabei lebten 42,6 % der Bevölkerung unter der Armutsgrenze.
Im Jahr 2000 war Englisch die Muttersprache von 96,01 % der Bevölkerung und spanisch sprachen 3,99 %.

## Sehenswürdigkeiten
Folgende Objekte sind im National Register of Historic Places gelistet:
- W.T. Davis Building
- Dial-Goza House
- First Baptist Church
- Jordan-Beggs House
- St. Mary’s Episcopal Church
- Dr. Chandler Holmes Smith House
- Wardlaw-Smith House

## Verkehr
Madison wird vom U.S. Highway 90 (SR 10) sowie den Florida State Roads 14, 53 und 145 durchquert.
Die nächsten Flughäfen sind der in Georgia rund 40 Kilometer nördlich gelegene Valdosta Regional Airport sowie der etwa 100 Kilometer westlich gelegene Tallahassee International Airport.
Bis 2005 war der Bahnhof Madison eine Station des Sunset Limited der Bahngesellschaft Amtrak von Orlando nach Los Angeles. Nach den Auswirkungen des Hurrikans Katrina wurde die Linie jedoch auf die Strecke New Orleans – Los Angeles verkürzt. Der einzige Schienenverkehr besteht seitdem aus Gütertransporten, die von der Bahngesellschaft CSX Transportation durchgeführt werden.

## Kriminalität
Die Kriminalitätsrate lag im Jahr 2010 mit 646 Punkten (US-Durchschnitt: 266 Punkte) im hohen Bereich. Es gab zwei Vergewaltigungen, vier Raubüberfälle, 34 Körperverletzungen, 72 Einbrüche, 142 Diebstähle und vier Autodiebstähle.

## Persönlichkeiten
- Dannite H. Mays (* 1852 bei Madison; † 1930 in Monticello), Politiker